# 3GPP2
El 3rd Generation Partnership Project 2 (3GPP2) va ser una col·laboració entre associacions de telecomunicacions per fer una especificació del sistema de telefonia mòbil de tercera generació (3G) aplicable a nivell mundial dins l'àmbit del projecte IMT-2000 de la ITU. A la pràctica, 3GPP2 va ser el grup d'estandardització per a CDMA2000, el conjunt d'estàndards 3G basats en la tecnologia anterior cdmaOne 2G CDMA.
Les associacions participants van ser ARIB/TTC (Japó), China Communications Standards Association, Telecommunications Industry Association (Amèrica del Nord) i Telecommunications Technology Association (Corea del Sud).
Ultra Mobile Broadband (UMB) va ser un projecte 3GPP2 per desenvolupar un successor de quarta generació del CDMA2000. El novembre de 2008, Qualcomm, el patrocinador principal d'UMB, va anunciar que acabava amb el desenvolupament de la tecnologia, afavorint en canvi LTE.
3GPP2 no s'ha de confondre amb 3GPP; 3GPP és l'organisme estàndard darrere del Sistema Universal de Telecomunicacions Mòbils (UMTS), que és l'actualització 3G a les xarxes GSM, mentre que 3GPP2 era l'organisme estàndard darrere de l'estàndard 3G competidor CDMA2000, que és l'actualització 3G a les xarxes cdmaOne que es va utilitzar principalment als Estats Units. Estats (i fins a cert punt també al Japó, la Xina, el Canadà, Corea del Sud i l'Índia).
GSM/UMTS eren els estàndards sense fil 2G/3G més estès a tot el món. La majoria de països utilitzaven només la família GSM. Alguns països, com la Xina, els Estats Units, el Canadà, Ucraïna, Trinitat i Tobago, l'Índia, Corea del Sud i el Japó, van utilitzar ambdós conjunts d'estàndards.